# Trofeo Laigueglia 2022
Il Trofeo Laigueglia 2022, cinquantanovesima edizione della corsa, valevole come decima prova dell'UCI ProSeries 2022 categoria 1.Pro e come prima prova della Ciclismo Cup 2022, si svolse il 2 marzo 2022 su un percorso di 202 km, con partenza e arrivo a Laigueglia, in Italia. La vittoria fu appannaggio dello sloveno Jan Polanc, che completò il percorso in 5h02'25", alla media di 40,077 km/h, precedendo lo spagnolo Juan Ayuso e l'italiano Alessandro Covi.
Sul traguardo di Laigueglia 80 ciclisti, su 165 partiti dalla medesima località, portarono a termine la competizione.

## Squadre e corridori partecipanti
Al via sono presenti 24 formazioni: otto UCI WorldTeam, sette UCI ProTeam e otto Continental Team, oltre a una Seleziona nazionale italiana. A seguito della decisione dell'Unione Ciclistica Internazionale di ritirare lo status di UCI Team ai team russi e bielorussi, la Gazprom-RusVelo, inizialmente venticinquesima formazione iscritta, è esclusa dalla gara..
| N.      | Cod. | Squadra                         |
| ------- | ---- | ------------------------------- |
| 1-7     | TFS  | Trek-Segafredo                  |
| 11-17   | ACT  | AG2R Citroën Team               |
| 21-27   | APT  | Astana Qazaqstan Team           |
| 31-37   | COF  | Cofidis                         |
| 41-47   | GFC  | Groupama-FDJ                    |
| 51-57   | IGD  | Ineos Grenadiers                |
| 61-67   | IWG  | Intermarché-Wanty-Gobert        |
| 71-77   | UAD  | UAE Team Emirates               |
| 81-87   | BCF  | Bardiani-CSF-Faizanè            |
| 91-97   | BBK  | B&B Hotels-KTM                  |
| 101-107 | BWB  | Bingoal Pauwels Sauces WB       |
| 111-117 | DRA  | Drone Hopper-Androni Giocattoli |
| 121-127 | EOK  | Eolo-Kometa Cycling Team        |

| N.      | Cod. | Squadra                            |
| ------- | ---- | ---------------------------------- |
| 131-137 | EKP  | Equipo Kern Pharma                 |
| 141-147 | GAZ  | Gazprom-RusVelo                    |
| 151-157 | ARK  | Team Arkéa-Samsic                  |
| 161-167 | ITA  | Italia                             |
| 171-177 | BTC  | Beltrami TSA Tre Colli             |
| 181-187 | BIE  | Biesse-Carrera                     |
| 191-197 | GEF  | General Store-Essegibi-F.lli Curia |
| 201-207 | MGK  | MG.K Vis Colors for Peace VPM      |
| 211-217 | CPK  | Team Colpack Ballan                |
| 221-227 | COR  | Team Corratec                      |
| 231-237 | T4Q  | Team Qhubeka                       |
| 241-247 | IWM  | Work Service-Vitalcare-Dynatek     |

## Ordine d'arrivo (Top 10)
| Pos. | Corridore           | Squadra     | Tempo    |
| ---- | ------------------- | ----------- | -------- |
| 1    | Jan Polanc          | UAE         | 5h22'00" |
| 2    | Juan Ayuso          | UAE         | a 1"     |
| 3    | Alessandro Covi     | UAE         | s.t.     |
| 4    | Lorenzo Rota        | Intermarché | s.t.     |
| 5    | Carlos Rodríguez    | Ineos       | a 8"     |
| 6    | Victor Lafay        | Cofidis     | a 24"    |
| 7    | Diego Ulissi        | UAE         | a 32"    |
| 8    | Giulio Ciccone      | Trek        | s.t.     |
| 9    | Quentin Pacher      | Groupama    | s.t.     |
| 10   | Clément Champoussin | AG2R        | s.t.     |